# 16525 Shumarinaiko
16525 Shumarinaiko è un asteroide della fascia principale. Scoperto nel 1991, presenta un'orbita caratterizzata da un semiasse maggiore pari a 2,3979589 UA e da un'eccentricità di 0,1411821, inclinata di 2,43576° rispetto all'eclittica.